# Le Triomphe d'un homme nommé cheval
Série
La Revanche d'un homme nommé Cheval
(1976)
Pour plus de détails, voir Fiche technique et Distribution.
Le Triomphe d'un homme nommé Cheval (titre original : Triumphs of a Man Called Horse) est un film américano-hispanico-mexicano-canadien de John Hough sorti en 1983. Il fait suite à Un homme nommé cheval et La Revanche d'un homme nommé Cheval.

## Synopsis
En 1874, Lord John Morgan apporte son soutien aux indiens, qui l'avaient autrefois accueilli, menacés d'expulsion par les colons blancs après avoir découvert de l'or sur leurs terres...

## Fiche technique
- Titre original : Triumphs of a Man Called Horse
- Réalisation : John Hough
- Scénario : Ken Blackwell et Carlos Aured d'après une histoire de Jack DeWitt et les personnages créés par Dorothy M. Johnson, Jack et Miriam DeWitt
- Directeur de la photographie : John Alcott et John Cabrera
- Montage : Roy Watts
- Musique : Georges Garvarentz
- Décors : Alan Roderick-Jones
- Production : Derek Gibson
- Genre : Western
- Pays :  États-Unis,  Espagne,  Mexique,  Canada
- Durée : 86 minutes (1 h 26)
- Date de sortie :
  -  Allemagne de l'Ouest : 17 mars 1983

## Distribution
- Richard Harris (VF : Gabriel Cattand) : Lord John Morgan
- Michael Beck : Koda
- Ana De Sade (VF : Odile Schmitt) : Redwing
- Vaughn Armstrong : Capitaine Cummings
- Anne Seymour : Elk Woman
- Buck Taylor (VF : Claude Joseph) : Sergent Bridges
- Lautaro Murúa (VF : Raymond Loyer) : Perkins
- Simón Andreu : Gance
- Roger Cudney : Durand
- Gerry Gatlin : Winslow
- John Chandler : Mason
- Miguel Ángel Fuentes (VF : Alain Dorval) : Big Bear

## Sortie
- Le film est sorti uniquement en VHS en France, n'a jamais connu de sortie DVD où Blu-Ray